# بيل كورنوال
بيل كورنوال (بالإنجليزية: Bill Cornwall)‏ هو كاتب أمريكي، ولد في 4 يوليو 1943 في لاس فيغاس في الولايات المتحدة.